# Knights of the Temple II
Knights of the Temple II (engl. für „Ritter des Tempels II“ oder „Tempelritter II“) ist ein Action-Adventure mit Rollenspielelementen und der Nachfolger zu Knights of the Temple: Infernal Crusade. Im Gegensatz zum ersten Teil wurde das Spiel nicht mehr von den Starbreeze Studios entwickelt, sondern von der slowakischen Entwicklerfirma Cauldron. Knights of the Temple II wurde 2005 von Playlogic europaweit für PC, Xbox und PlayStation 2 veröffentlicht.

## Handlung
20 Jahre sind seit den Ereignissen vergangen, bei denen Paul de Raque den Lord Bischof daran hindern konnte, sich mit der Macht des Bösen zu vereinen. Mittlerweile ist Paul ein erfahrener Großmeister des Tempelordens und reist von Land zu Land, um die Mächte des Bösen aufzuspüren und zu bekämpfen.
In Birka, einem alten Kloster im Norden, stößt er auf einige uralte Prophezeiungen – Warnungen vor der Ankunft des Bösen auf dieser Welt. In einer Vision sieht Paul, wie der Schrecken des Terrors über alle freien Länder Europas hinwegfegt und dass er der Einzige ist, der die Horden der Finsternis aufhalten kann. So macht sich Paul auf die Suche nach den drei Artefakten aus den Anfängen der Zeit. „Das Auge“ soll ihm helfen, den schon lange in Vergessenheit geratenen Ort des Höllentores zu finden. „Die Waffe“ ist das einzige Mittel um das Schutzsiegel des Tores zu brechen und „Der Schlüssel“ ist die einzige Möglichkeit, es zu verschließen.
Paul muss diese drei auf der ganzen Welt verstreuten Artefakte finden, um die Bedrohung durch die Unterwelt abzuwehren.

## Spielmechanik
Knights of the Temple 2 weist gegenüber seinem Vorgänger einige grundlegende Änderungen auf. So läuft der Spieler nicht mehr einen linear aufgebauten Level nach dem anderen ab, sondern er kann frei wählen, welches der drei Artefakte er zuerst suchen will, was jeweils ein eigenes Kapitel mit unterschiedlichen Regionen darstellt. Allerdings kann der Spieler jederzeit zwischen den Gebieten hin und her wechseln.
Des Weiteren sammelt der Spieler nun, ähnlich wie in einem Rollenspiel, für erledigte Haupt- und Nebenaufgaben sowie für beseitigte Gegner Erfahrungspunkte, durch die er im Charakterlevel aufsteigen kann. Dabei erhält er Talentpunkte, die er in verschiedene Fähigkeiten und Attribute wie Schlagkombinationen oder Zaubersprüche investieren kann. Zudem kann er nun bei diversen Händlern in der Spielwelt, gegen gefundenes und für Aufträge erhaltenes Gold, Dinge wie Rüstungen, Waffen und Tränke kaufen.
Die Kamera, aus der der Spieler das Geschehen wahrnimmt, ist nun nicht mehr stets an fest vorgegebenen Punkten positioniert, sondern häufig auch genau hinter der Hauptfigur, wie bei vielen Third-Person-Actionspielen üblich.

## Rezeption
„Hey, Knights of the Temple 2 ist richtig gut geworden! Nervig finde ich nur die Steuerung: Das Spiel bietet keine feste Kameraposition hinter dem Helden und die ständig wechselnde Perspektive versagt mir hin und wieder den Blick aufs Wesentliche. Mit diesem Makel kann ich als Hack-&-Slay-Fan aber leben. Vor allem das Kampfsystem und die hervorragende mittelalterlich-orientalische Atmosphäre haben‘s mir angetan. Außerdem machen mich die nicht umwerfende, aber hübsche Grafik, der gute Sound, die abwechslungsreichen Schauplätze und tollen Level-Bosse glücklich.“

„Knights of the Temple 2 bietet eine kurzzeitig spaßige, aber auf Dauer extrem belanglose Metzelei. Die größte Stärke ist das umfangreiche Kampfsystem, das ausgebaut werden kann. Die große Schwäche ist die Kamera, die dem Spieler oft einen Strich durch die Rechnung macht. […] Hinzu gesellen sich stumpfsinnige Gegner und eine magere Sprachausgabe, die eckigen Nebendarsteller entweicht. Knights of the Temple 2 ist preiswert und kurzfristig unterhaltsam.“